# 浜名孝行
浜名 孝行（はまな たかゆき、1967年11月3日 - ）は、日本の男性アニメーション演出家・アニメーション監督。東京都足立区出身。

## 経歴・人物
高等学校卒業後、アニメーターとして亜細亜堂に入社。4年間勤務したのち、同僚の寺川英和らと共にIGタツノコ（現：Production I.G）に移籍。やがて、アニメーターとしての自身の将来性に限界を感じるようになり、プライベートで漫画を一本描き上げたことで演出業への関心を高める。原画で参加していた『クレヨンしんちゃん』で絵コンテを数本担当したのち、第334話「父ちゃんの休日はくつろがないゾ」より本格的に演出の仕事を始める。
その後、フリーの演出家としてトランス・アーツと専属契約を結び、少女漫画『グッドモーニング・コール』のイベント用アニメで監督に抜擢される。『テニスの王子様』の監督で一躍その名が知られる。
2010年以降はトランス・アーツを離れ、古巣のI.Gの他、Seven Arcsやスタジオディーンなどで活動している。
アトリエロークに所属する美術スタッフの浜名お孝と名前が似ているが、別名義ではない。

## 参加作品

### テレビアニメ
1988年
- ドラえもん（作画）

1989年
- らんま1/2（原画）
- キテレツ大百科（原画）
- チンプイ（1989年 - 1991年、作画監督・原画）

1991年
- 21エモン（1991年 - 1992年、原画）

1992年
- クレヨンしんちゃん（1992年 - 、絵コンテ・演出・原画）

1994年
- BLUE SEED（原画）

1996年
- 赤ちゃんと僕（1996年 - 1997年、原画）

1998年
- ポポロクロイス物語（1998年 - 1999年、原画）

1999年
- メダロット（1999年 - 2000年、作画監督）

2000年
- メダロット魂（2000年 - 2001年、監督補・絵コンテ・演出）

2001年
- ドッとKONIちゃん（絵コンテ）
- パラッパラッパー（絵コンテ・演出）
- テニスの王子様（2001年 - 2005年、監督）

2005年
- 韋駄天翔（2005年 - 2006年、監督）

2007年
- ウエルベールの物語 〜Sisters of Wellber〜（監督）

2008年
- ウエルベールの物語 〜Sisters of Wellber〜 第二幕（監督）
- 図書館戦争（監督）

2009年
- 獣の奏者 エリン（監督）

2011年
- もしドラ（監督）
- BLOOD-C（絵コンテ・演出）

2012年
- シャイニング・ハーツ 〜幸せのパン〜（原画）
- 黒子のバスケ（演出・原画）
- PSYCHO-PASS サイコパス（絵コンテ・演出・原画）

2013年
- ムシブギョー（監督）

2014年
- 妖怪ウォッチ（絵コンテ・演出）

2015年
- 純潔のマリア（演出）
- おそ松さん（絵コンテ・原画）

2017年
- 魔法陣グルグル（原画）

2020年
- 魔術士オーフェンはぐれ旅（監督・絵コンテ）
- アルテ（監督・絵コンテ）

2021年
- 魔術士オーフェンはぐれ旅 キムラック編（監督・演出）

2022年
- 天才王子の赤字国家再生術（絵コンテ・演出）
- CUE!（演出）
- アオアシ（絵コンテ）
- 新テニスの王子様 U-17 WORLD CUP（絵コンテ）
- Extreme Hearts（絵コンテ・演出）

2023年
- 魔術士オーフェンはぐれ旅 アーバンラマ編（監督・絵コンテ）
- 魔術士オーフェンはぐれ旅 聖域編（監督）
- キボウノチカラ〜オトナプリキュア'23〜（シリーズディレクター）

2024年
- 魔女と野獣（監督・絵コンテ・演出）
- 義妹生活（演出）

2025年
- 魔法つかいプリキュア!!〜MIRAI DAYS〜（シリーズディレクター）

2026年
- 悪役令嬢は隣国の王太子に溺愛される（監督）

### 劇場アニメ
1988年
- きまぐれオレンジロード あの日に帰りたい（動画）

1991年
- アルスラーン戦記（原画）

1997年
- ウルトラニャン 星空から舞い降りたふしぎネコ（原画）

1998年
- ウルトラニャン2 ハッピー大作戦（原画）

2000年
- 人狼 JIN-ROH（原画）

2005年
- 劇場版 テニスの王子様 二人のサムライ The First Game（監督）
- 劇場版 テニスの王子様 跡部からの贈り物 〜君に捧げるテニプリ祭り〜（監督）

2009年
- チョコレート・アンダーグラウンド（監督）

2010年
- ルー=ガルー（原画）

2012年
- 図書館戦争 革命のつばさ（監督）

2014年
- ジョバンニの島（原画）
- THE LAST -NARUTO THE MOVIE-（演出）

2017年
- 魔法少女リリカルなのは Reflection（監督）

2018年
- 魔法少女リリカルなのは Detonation（監督）

2021年
- 劇場版 七つの大罪 光に呪われし者たち（監督）

2023年
- らくだい魔女 フウカと闇の魔女（監督）

### OVA
- しあわせのかたち （1990年）原画
- 電影少女 -VIDEO GIRL AI- （1992年）原画
- ふぁんたじあ （1993年）原画
- THE八犬伝［新章］ （1994年）原画
- 爆炎CAMPUSガードレス （1994年）原画
- BLUE SEED2 （1996年）原画
- テニスの王子様 Original Video Animation 全国大会篇 Semifinal （2008年）絵コンテ
- テニスの王子様 Original Video Animation 全国大会篇 Final （2008年）絵コンテ
- ダイヤのA Face （2014年）監督、絵コンテ
- ダイヤのA Out Run （2015年）監督

### Webアニメ
- モンスターストライク（2017年、第2期）監督

### ゲーム
- ワイルドアームズ セカンドイグニッション （1999年）アニメーションパート原画

### その他
- なんちゃってバンパイヤン（1999年、『バンパイヤン・キッズ』パイロットフィルム）原画
- スライム冒険記〜海だ、イエー〜 （1999年、ジャンプフェスタで上映された短編）原画